# Споффорд (Техас)
Споффорд (англ. Spofford) — місто (англ. city) в США, в окрузі Кінні штату Техас. Населення — 41 особа (2020).

## Географія
Споффорд розташований за координатами 29°10′23″ пн. ш. 100°24′41″ зх. д. / 29.17306° пн. ш. 100.41139° зх. д. (29.173124, -100.411255).  За даними Бюро перепису населення США в 2010 році місто мало площу 0,62 км², уся площа — суходіл.

## Демографія
Згідно з переписом 2010 року, у місті мешкало 95 осіб у 39 домогосподарствах у складі 27 родин. Густота населення становила 153 особи/км².  Було 46 помешкань (74/км²).
Расовий склад населення:
| - 87,4 % — білих - 1,1 % — чорних або афроамериканців - 4,2 % — осіб інших рас |

До двох чи більше рас належало 7,4 %. Частка іспаномовних становила 63,2 % від усіх жителів.
За віковим діапазоном населення розподілялося таким чином: 24,2 % — особи молодші 18 років, 59,0 % — особи у віці 18—64 років, 16,8 % — особи у віці 65 років та старші. Медіана віку мешканця становила 46,5 року. На 100 осіб жіночої статі у місті припадало 106,5 чоловіків;  на 100 жінок у віці від 18 років та старших — 105,7 чоловіків також старших 18 років.
Середній дохід на одне домашнє господарство  становив 41 171 долар США (медіана — 33 750), а середній дохід на одну сім'ю — 41 171 долар (медіана — 33 750). Медіана доходів становила 30 000 доларів для чоловіків та 25 417 доларів для жінок. За межею бідності перебувало 41,1 % осіб, у тому числі 45,5 % дітей у віці до 18 років та 0,0 % осіб у віці 65 років та старших.
Цивільне працевлаштоване населення становило 29 осіб. Основні галузі зайнятості: роздрібна торгівля — 24,1 %, науковці, спеціалісти, менеджери — 10,3 %, освіта, охорона здоров'я та соціальна допомога — 10,3 %.